# Dendrobium radicosum
Dendrobium radicosum är en orkidéart som beskrevs av Henry Nicholas Ridley. Dendrobium radicosum ingår i släktet Dendrobium, och familjen orkidéer. Inga underarter finns listade i Catalogue of Life.